# Prästadöme

Johannes döparen ger det aronska prästadömet till Joseph Smith och Oliver Cowdery.

Prästadömet ses inom Jesu Kristi Kyrka av Sista Dagars Heliga och andra samfund inom Sista dagars heliga-rörelsen som Guds kraft på jorden. Prästadömet är i kyrkan uppdelat i två underavdelningar, det aronska prästadömet och det melkisedekska prästadömet. Det aronska prästadömet tilldelas en man (pojke) då han är minst 12 år gammal. Det melkisedekska prästadömet kan en man få när han är minst 18 år. Det melkisedekska prästadömet kallas ibland det högre prästadömet och betjänar människor både andligt och praktiskt medan det aronska prästadömet är mer grundläggande och inriktat på praktiskt tjänande.

## Prästadömets återställelse
Enligt Jesu Krisi Kyrka av Sista Dagars Heliga gavs prästadömet till Joseph Smith och Oliver Cowdery 1829. Johannes döparen ska ha uppenbarat sig för dem och gett dem det aronska prästadömet, vilket "innehar nycklarna till betjäning av änglar, till omvändelsens evangelium och dop genom nedsänkning till syndernas förlåtelse". Senare (exakt datum för detta är okänt) uppenbarade sig  Petrus, Jakob och Johannes för dem och gav dem det melkisedekska prästadömet och även anförtrodde dem "Guds rikes nycklar". Prästadömet infördes i kyrkan i början av 1830-talet och gav den då bara några år gamla kyrkan en känsla av historisk förankring; de var inneslutna i ett prästadöme som spårade sitt ursprung ända tillbaks till Adam och således en del av ett antikt brödraskap (Det melkisedekska prästadömet ska ha funnits från Adams tid till Moses tid, då Herren tog bort det från israeliterna för att de hade förhärdat sina hjärtan).

## Tillgång till prästadömet
Prästadömet i Jesu Kristi Kyrka är allmänt och tillgängligt för alla värdiga män. Kyrkan har inget professionellt prästerskap. Kvinnor kan inte ha prästadömet men kan få tillgång till alla välsignelser, andlighet och praktiskt tjänande som utförs av prästadömsbärare (Community of Christ tillåter dock även kvinnor i prästadömet). Kyrkan tillät under en betydande period av dess historia inte ordination av afroamerikaner. Några afroamerikaner erhöll prästadömet i kyrkans tidiga historia men kyrkans andre president, Brigham Young, förbjöd 1852 alla personer med afroamerikansk härkomst att erhålla prästadömet. Detta gällde fram till 1978 då kyrkans första presidentskap deklarerade att en uppenbarelse erhållits om alla mäns lika rätt att ordineras. Teorier om varför svarta skulle vara underlägsna och inte få ta del av prästadömet var bland annat att de var ättlingar till Kain som dödade sin bror Abel (och deras svarta hud således en typ av Kainsmärke), eller att de förbannats med svart hud för att de inte tagit tydlig ställning i kriget mot Lucifer i himlen i den förjordiska tillvaron.